# Cirrhicera sallei
Cirrhicera sallei là một loài bọ cánh cứng trong họ Cerambycidae.